# 傑夫·馬歇爾
傑夫·馬歇爾（英語：Geoffrey Marshall，1972年8月—）是來自英格蘭倫敦的視頻製作人、表演者和作家，並經營着一個主要以交通為主題的YouTube頻道。

## 個人生活
马歇尔於南倫敦蘭貝斯出生，父母為Roy和Christina。他於克羅伊登及薩頓求學，並在15歲時完成學業。他小時候已對倫敦交通產生興趣，並曾與堂兄弟計劃乘坐倫敦所有的巴士路線。他在1990年代建立個人網頁，亦曾於IT行業工作。
马歇尔曾在2006年至2009年搬至美國居住，現時定居於南倫敦。

## YouTube頻道
馬歇爾擁有同名之YouTube頻道，內容大多介紹英國交通——尤其是倫敦——的資訊和發展，偶爾亦會訪問交通領域人士。

## 伦敦地铁挑戰賽
马歇尔曾两次获得倫敦地鐵挑戰賽的世界纪录——要求挑戰者以最快的速度前往伦敦的所有地铁站。
他的第一次世界纪录，是在2004年5月與尼尔·布雷克（Neil Blake）合作的第七次挑戰，二人在18小时35分43秒内，到達275个车站。 这打破了杰克·韦尔斯比（Jack Welsby）在2002年4月创下的19小时18分45秒的世界纪录。 
他的第二次世界纪录是在2013年8月，仅用了16小时20分27秒。作为伦敦地铁150周年庆典活动的一部分，BBC新闻报道了他這一次的挑戰。 
马歇尔随后編寫了舞台劇《TubeSpotting》 ，並多次在2014年的愛丁堡國際藝穗節以及伦敦交通博物馆表演。

## Londonist
马歇尔亦於2013年至2019年參與Londonist的製作，Londonist是網上媒體，以介紹伦敦为主题。网站上最受欢迎的影片系列之一是《地下鐵之秘密》（Secrets of the Underground），由马歇尔主持，浏览量超过1100万，提及伦敦地铁鲜为人知的知識。该系列共有17集，最初11集只介紹伦敦地铁，餘下集數則介紹DLR，地上鐵和Tramlink。馬歇爾亦在個人YouTube頻道開設《Secrets of...》系列，繼續介紹倫敦地鐵。

## All the Station
All the Station是由马歇尔和薇姬·派珀（Vicki Pipe）計劃的项目，在2017年夏天到達所有2563个的英国火车站，两人每日在YouTube上发布更新，拍摄了大部分旅程；亦以Periscope，Twitter，Facebook和Instagram发布消息。有关旅程的长篇纪录片于2018年制作。
透過Kickstarter的眾籌，旅程于5月7日在彭赞斯車站开始，并在105天后于8月19日在維克車站结束。制作了59个主要视频以及12个額外影片。他们参观了英国的每个车站，包括極少人使用的車站，例如6月3日兩人到訪了希普佩亚山车站，有19人同時參與拍攝，这意味着一天内使用该车站的乘客数量比整个上一年多。
2019年，马歇尔和派珀透過众筹，拍攝了All the Station Ireland，在2019年3月至4月期间，他们花了三周的时间参观了北爱尔兰和爱尔兰共和国的所有198个火车站。随后，他们在2019年7月花了三天的时间访问了马恩岛，也到達岛上的每个车站。

## 电视和广播节目

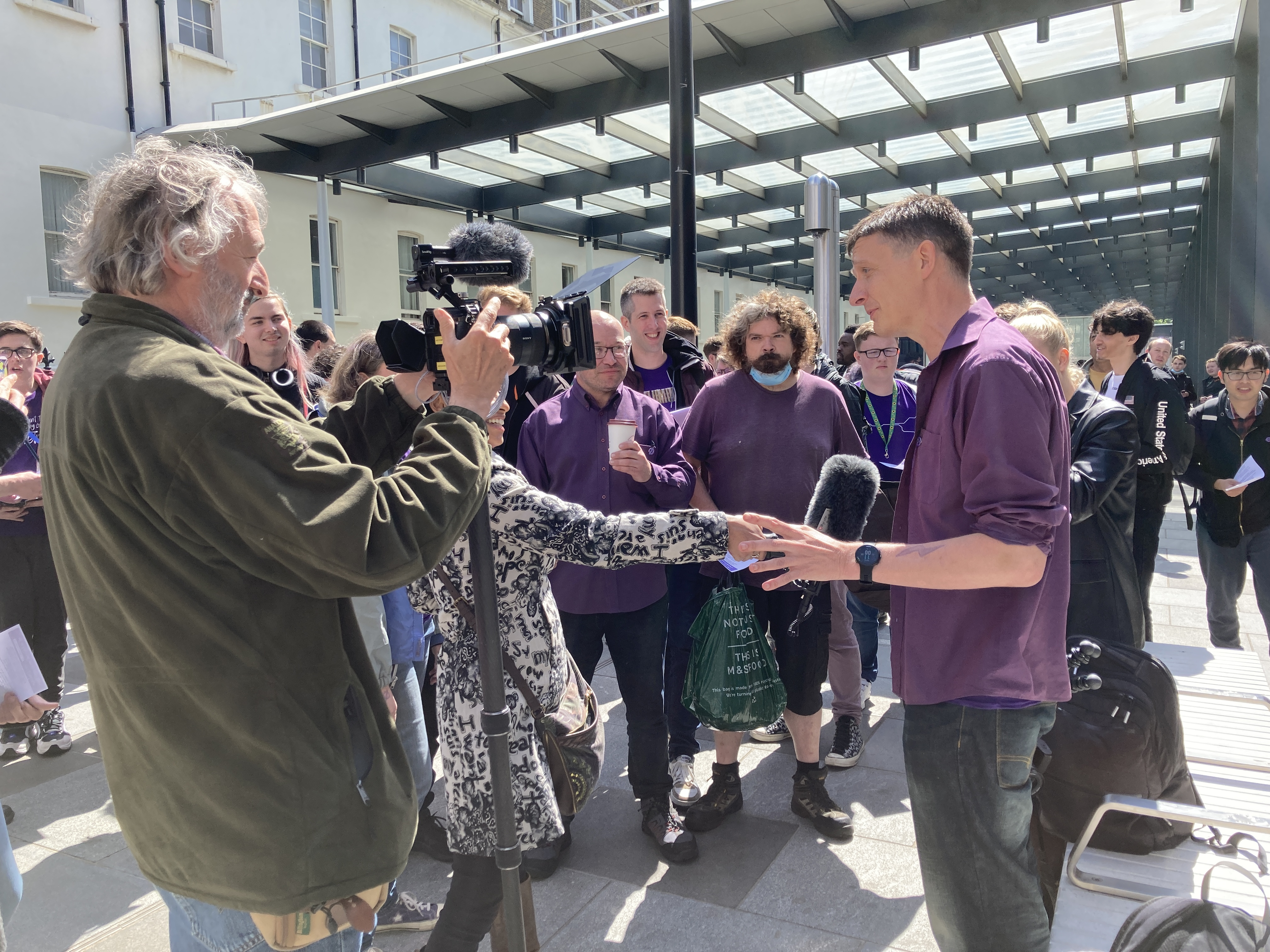
馬歇爾2022年在伊莉沙伯線開通時接受採訪

马歇尔第一次出現在電視螢幕，是在獨立電視台2003年的紀錄片The Tube笫1季第2集《24小时》中。該節目記錄傑夫尝试击败Jacky Welsby的伦敦地铁挑戰賽的世界纪录，但最終失敗。
他再於2003年卡爾頓電視的《Metroland：地下鐵決鬥》再次挑戰，但因為區域线的列治文支線发生信号故障，導取他未能打破世界紀錄。 
在天空第一台的《狂热分子》（The Fanatics） 中，憑着他对伦敦地铁的回答，使他几乎升到了最终回合。他还偶尔在伦敦电视台和電台上就运输故事进行访谈。
马歇尔亦在2019年9月More4的《世界上最美丽的铁路》一集中，介紹了苏格兰高地加勒多尼臥舖列車和科罗尔火车站。

## Underground: USA
Underground: USA是一次为期12周的纪录片公路旅行，马歇尔于2009年6月至2009年9月在美国进行了这次旅行。他游历了美国本土的48个州，每个州都到訪了一个与伦敦地铁地图上的车站有相同名稱的城镇或地方，例如旅程起點的缅因州埃平（Epping）。在旅途中，他的摄影器材被偷了。旅程結束後，馬歇爾将故事製作成一个小时的YouTube纪录片，并出版了《Underground: USA》一书。

## 慈善活动
为了2005年7月7日的伦敦爆炸案，马歇尔于2005年与Tube Relief第一次舉辦了關於倫敦地鐵的慈善活动，活動以“Not Afraid”（不懼怕）作為口號，大約有50人参加了此次活动，为伦敦轰炸救济慈善基金会筹集了超过11,000英镑的善款。 
随后，马歇尔组织了一系列的《步行地铁》（Walk the Tube）活动，志於通过吸引一群人参观每个地铁站来筹集善款，而不是為了突破世界記錄。活動分别在2014、2015和2016年舉行。 

## 著作
- Marshall, Geoff. . Blurb. 2013. ISBN 978-1304633927.
- Marshall, Geoff. . Capital Transport. 2018. ISBN 978-1-85414-431-7.
- Marshall, Geoff; Pipe, Vicki. . September Publishing. 2018. ISBN 978-1910463871.
- Marshall, Geoff; Pipe, Vicki. . September Publishing. 2020. ISBN 978-1912836253.
- Pipe, Vicki; Marshall, Geoff. . September Publishing. 2020. ISBN 978-1912836284.